# Charyn
Il Charyn (in kazako Шарын?; in russo Чарын?, Čaryn), noto anche come Sharyn, Sholkodagsu (Шолкодагсу) nel suo corso superiore e Kegen (Кеген) in quello medio, è un affluente di sinistra dell'Ili che scorre attraverso il Kazakistan (regione di Almaty).
Nasce sul versante meridionale dei monti Ketmen' (Хребет Кетмень). Scorre inizialmente in direzione ovest attraverso una valle di alta montagna. Raggiunge in seguito il bacino di Moinak, dove è stata costruita una centrale idroelettrica dalla potenza di 300 MW. Ora il fiume svolta a nord-est e scorre attraverso l'omonimo canyon nel parco nazionale di Charyn. Alla fine, il fiume raggiunge l'Ili, nel quale si getta da sinistra. Ha una lunghezza di 427 km. Drena un'area di 7720 km². Il Charyn gela durante i mesi invernali. L'acqua del fiume viene utilizzata per l'irrigazione.